# Tristan (Platen)
Tristan ist ein 1825 von August von Platen-Hallermünde verfasstes spätromantisches Lied. Es ist an die mittelalterliche Erzählung Tristan und Isolde angelehnt und handelt von grenzenüberschreitender Liebe und dem Liebestod. 

## Entstehungsgeschichte
August von Platen schrieb das Lied im Arrest, nachdem er als Leutnant verspätet aus dem Urlaub in Italien zurückgekehrt war. Dies markierte den Zeitpunkt, an dem sich Platen dazu entschied, der Armee den Rücken zu kehren und nach Italien zu ziehen. Das Lied war als Bestandteil des Dramas Tristan und Isolde gedacht, für das Platen zuerst alle Gesänge schrieb; im Übrigen kam er nicht über Szenenskizzen hinaus. In einem Erstdruck veröffentlichte Platen eine Version mit einer zusätzlichen vierten Strophe, die er zwischen die zweite und dritte schob. In der definitiven Fassung findet sich diese Form mit drei Strophen.

## Inhalt
Wer die Schönheit angeschaut mit Augen,

Ist dem Tode schon anheimgegeben,

Wird für keinen Dienst auf Erden taugen,

Und doch wird er vor dem Tode beben,

Wer die Schönheit angeschaut mit Augen!

Ewig währt für ihn der Schmerz der Liebe,

Denn ein Tor nur kann auf Erden hoffen,

Zu genügen einem solchen Triebe:

Wen der Pfeil des Schönen je getroffen,

Ewig währt für ihn der Schmerz der Liebe!

Ach, er möchte wie ein Quell versiechen,

Jedem Hauch der Luft ein Gift entsaugen

Und den Tod aus jeder Blume riechen:

Wer die Schönheit angeschaut mit Augen,

Ach, er möchte wie ein Quell versiechen! 

## Form
Das Lied hat die Form eines Triptychons, in dem die erste und die dritte Strophe die zweite umarmen - passend zum Thema Liebe. Es mag daran liegen, dass Platen diese Struktur nicht zerstören wollte, dass er die vierte Strophe nicht veröffentlicht hat. Auch das Reimschema ist streng symmetrisch, denn Platen behält die Form der Umarmung auch innerhalb der einzelnen Strophen mit Hilfe von Kreuzreimen bei: Die jeweils ersten, dritten und fünften Zeilen umfassen die zweiten und vierten und diese wiederum die dritten. Eine weitere Umarmung erfolgt dadurch, dass der erste und letzte Vers jeder Strophe gleich lauten. Und schließlich wiederholt die vorletzte Zeile der dritten Strophe noch einmal den Eingangsvers. Ebenso streng wird das Metrum durchgehalten: ein fünffüßiger Trochäus mit  weiblicher Kadenz. Durch die Form und deren Regelmäßigkeit schafft Platen eine Stimmung der Harmonie und der Melancholie.

## Deutung
Die erste Frage, die sich bei diesem Lied stellt, ist die Frage nach dem Erzähler. Handelt es sich um Tristan selbst, der spricht? Oder spricht der Dichter Platen? Oder wurde hier das bekannte „lyrische Ich“ verwendet? Für Jürgen Link spricht hier nicht Tristan selbst, sondern eine andere Figur über Tristan, denn seiner Meinung nach müsste sich Tristan mit einem „Ich“ selbst ins Spiel bringen. Dem steht aber entgegen, dass im Drama selbst wahrscheinlich die Figur des Tristan selbst diesen Monolog halten sollte. Für Peter Wapnewski taucht in dem Lied antike Mythologie auf: Tristan als Sinnbild des Narziss, der nur sich selbst lieben konnte und sich selbst das Leben nahm, sowie Echo, die „dahinsiechen“ muss, weil Narziss sie nicht lieben wollte. Für ihn verschmilzt Platen das „Versiegen“ des Quells und das „Hinsiechen“ des Lebens im Wort „versiechen“. Dass der Mythos von Narziss und Echo einer der Lieblingsmythen Platens war, unterstützt diese These. Weiter baut Platen nach Meinung Wapnewskis den antiken Gott Amor mit der Bezeichnung „Pfeil des Schönen“ ein. Die Schönheit des Mannes spiele auf die Homosexualität Platens an, der aufgrund dieses Schicksals und der Tabuisierung der Homosexualität an einem seelischen Wendepunkt stand. Davon geht auch Jürgen Link aus, der die Stimme sowohl einer fiktiven Figur wie auch dem echten Platen selbst zuordnet. Sie drückt das „reale und seelische Gefängnis“ aus, in dem sich von Platen befindet.
Das Lied kann auch als typisches Beispiel der spätromantischen Literatur betrachtet werden mit ihrer Todes- und Entgrenzungssehnsucht des Individuums, die sich im Sehnen Tristans nach dem Liebestod äußert. Thomas Mann sah in dem Gedicht die „Ur- und Grundformel“ einer „Seelenwelt“, „in welcher der Lebensbefehl, die Gesetze des Lebens, Vernunft und Sittlichkeit nichts gelten, eine Welt trunken hoffnungsloser Libertinage, die zugleich eine Welt der stolzesten Form und der Todesstrenge“ sei.